# Anska
L'Anska (en macédonien : Анска Река ou Анска) est une rivière du sud-est de la République de Macédoine, dans la région Sud-Est, et un affluent gauche du fleuve le Vardar. 

## Géographie

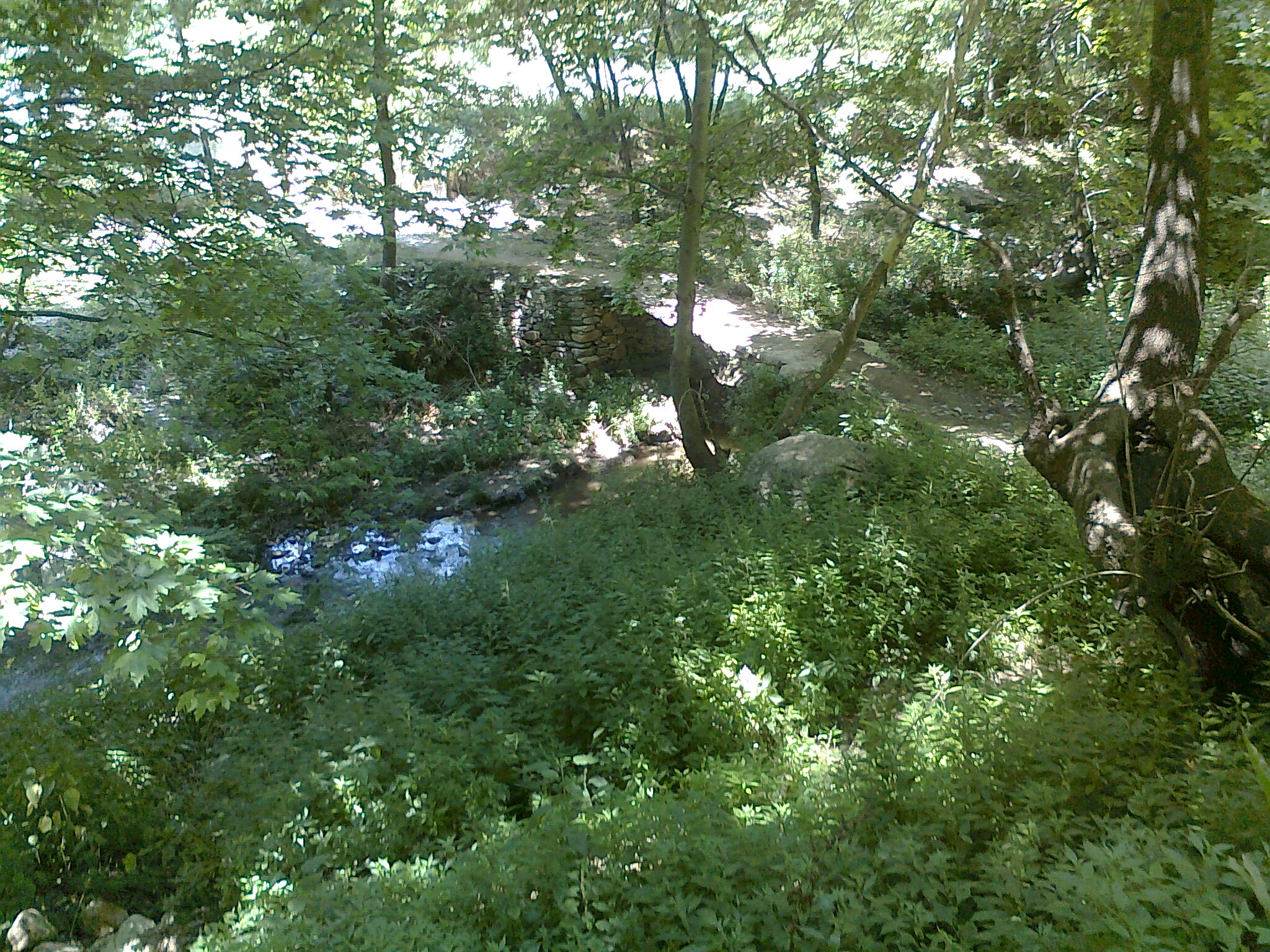
L'Anska près de Basibos

De 28,6 kilomètres, elle prend sa source dans le massif de la Belassitsa, près de la frontière de la Grèce. 
Elle coule ensuite vers l'ouest, traverse la ville de Valandovo et se jette dans le Vardar près du village de Marvintsi. 

### Bassin versant
Son bassin versant est de 168 km2[réf. nécessaire].

## Aménagements et écologie
Elle sert à l'irrigation de champs de grenadiers, de mûriers et de figuiers.